# Angiotensin-konvertierendes Enzym 2
Angiotensin-konvertierendes Enzym 2 (englisch Angiotensin-converting enzyme 2, kurz ACE2) ist eine Metallocarboxypeptidase und ein Typ-1-Transmembranprotein mit Homologie zum Angiotensin-konvertierenden Enzym (ACE), das hauptsächlich in Eukaryoten, aber auch in Bakterien vorkommt. ACE2 spielt eine wichtige Rolle im Renin-Angiotensin-Aldosteron-System (RAAS), das den Volumenhaushalt des menschlichen Körpers steuert und den Blutdruck reguliert.
PCR-Analysen ergeben, dass ACE2 im Herzen sowie in der Lunge, Niere, im Endothel und im Magen-Darm-Trakt exprimiert ist.
Außerdem ist ACE2 ein Rezeptor für verschiedene Coronaviren, einschließlich SARS-CoV und SARS-CoV-2, um in Zellen zu gelangen. Dieses Bindungsverhalten stellt einen vielversprechenden Mechanismus für eine mögliche Behandlung dar.

## Struktur

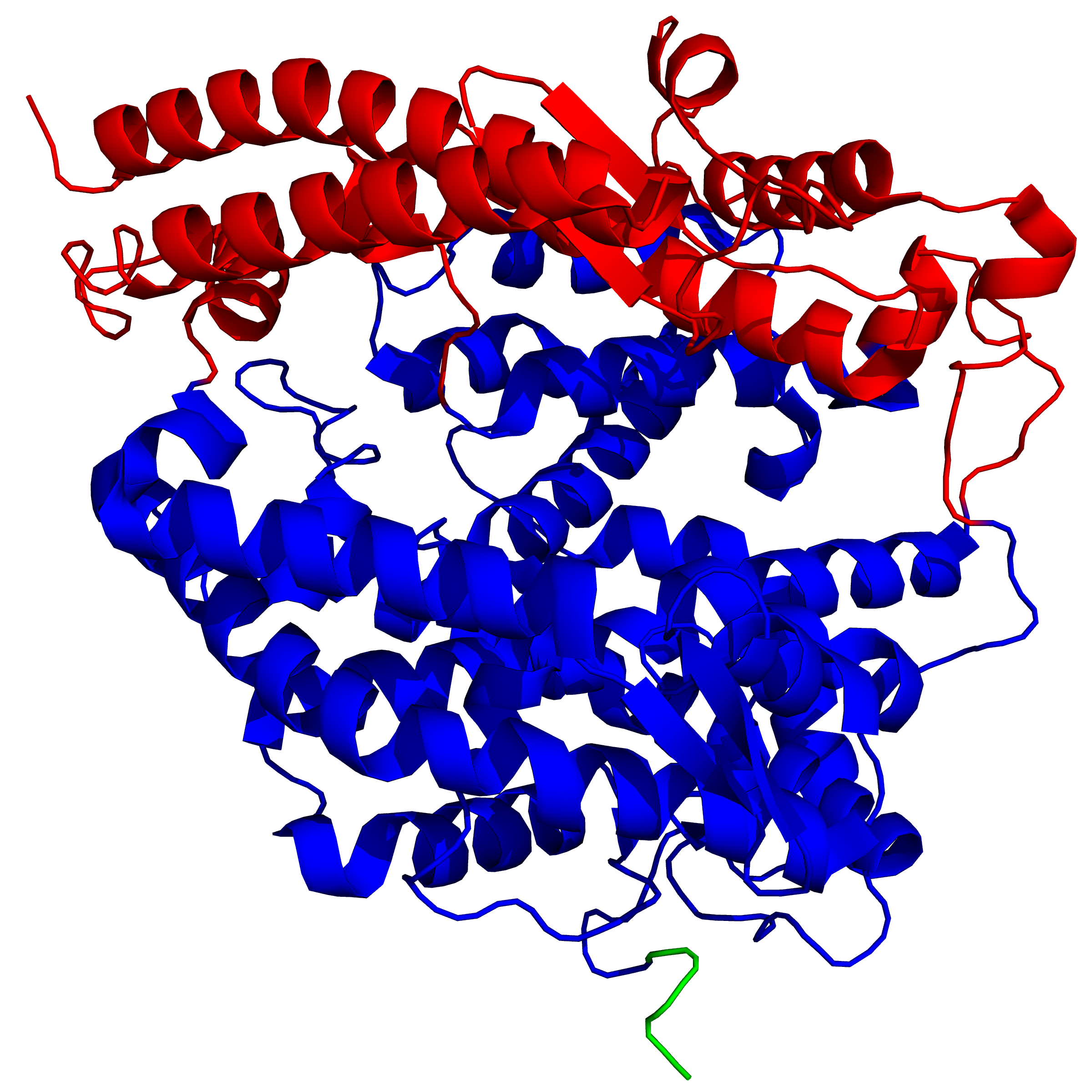
Bändermodell von ACE2 im nativen Zustand mit der katalytischen Domäne in rot, nach.

ACE2 ist ein Transmembranprotein Typ I mit einer extrazellulären N-terminalen Domäne, die das aktive Zentrum enthält, und einem kurzen intrazellulären C-terminalen „Schwanz“. Die extrazelluläre Region des menschlichen ACE2-Enzyms besteht aus zwei Proteindomänen, zum einen die Zink-Metallopeptidase-Domäne als katalytische Domäne (Reste 19–611) und zum anderen die Domäne am C-Terminus (Reste 612–740), die zu ungefähr 48 % identisch mit dem menschlichen Protein Collectrin, ein Transmembran- und Glycoprotein sowie ein Homolog von ACE2, ist.
Das Zinkion wird im aktiven Zentrum durch die Aminosäurereste His374, His378, Glu402 und ein Wassermolekül (im nativen Zustand) koordiniert. Diese Aminosäurereste bilden zusammen eine Zink-bindende „HEXXH + E“-Konsensussequenz (H = Histidin, E = Glutaminsäure, X = unbekannte Aminosäure; siehe Einbuchstabencode), die bei Metalloproteasen im Clan MA konserviert ist. Ein Chloridion wird im nativen Zustand durch die Reste Arg169, Trp477 und Lys481 koordiniert.
ACE2 unterzieht sich einer proteolytischen Spaltung, die zur Freisetzung der extrazellulären Domäne von der Zellmembran und zu einer enzymatisch aktiven Ektodomäne führt. Dieser Prozess wird als Ectodomain-Shedding bezeichnet. Ectodomain-Shedding kann auf zwei verschiedenen Wegen ablaufen: einem unterschwelligen Grund-Shedding und einem regulierten Shedding, das durch Phorbolester stimuliert wird. Das regulierte Shedding von ACE2 wird von der Metalloprotease bzw. Sheddase ADAM17 umgesetzt.

## Funktion

### Physiologische Funktionen
ACE2 ist eine Protease, die Angiotensin-Peptide umsetzt. Damit hat es im menschlichen Körper viele physiologische Funktionen. Insbesondere verschiebt es das Gleichgewicht von der Seite der vasokonstriktiven Peptide auf die der vasodilatorischen, welche hauptsächlich durch die Reaktion mit Angiotensin II umgesetzt wird. ACE2 dient somit als konterregulatorische Komponente zu ACE des Renin-Angiotensin-Aldosteron-Systems.
ACE2 ist außerdem in der Lage, andere Peptide im kardiovaskulären System mit vasoaktivem Potential wie Apelin-13, Neurotensin, Kinestensin, Dynorphin und die Bradykinin(Bk)-Fragmente [des-Arg9]-Bk und [Lys-des-Arg9]-Bk zu hydrolysieren. Diese Reaktionen haben mögliche wichtige Implikationen in der Kontrolle des Blutdrucks, Herzfunktion und Reaktivität der Blutgefäße. Eine Modulation der ACE2-Konzentration (und somit auch eine Änderung des Gleichgewichts zwischen zirkulierendem Angiotensin II und Angiotensin-(1-7)) hat mögliche Relevanz für Diabetes, Akutes Lungenversagen, Fibrose und sogar Muskeldystrophien.
Als eine Carboxypeptidase spaltet ACE2 die Aminosäure Phenylalanin am C-terminalen Ende von Angiotensin II ab, was zur Bildung von Angiotensin-(1-7) führt. Ein anderer Weg zur Bildung von Angiotensin-(1-7) ohne Bildung von Angiotensin II, aber kinetisch weniger effizient, ist ein alternierender Rollenwechsel zwischen ACE und ACE2. Dabei wird zunächst Angiotensin I durch ACE2 hydrolysiert und Angiotensin-(1-9) gebildet, ein Peptid mit unbekannter biologischer Aktivität, und anschließend durch ACE zu Angiotensin-(1-7) umgesetzt. Zusätzlich werden bei einer direkten Umwandlung von Angiotensin I zu Angiotensin-(1-7) weitere Enzyme benötigt, z. B. Prolylendopeptidase in vaskulären Endothelzellen, Neprilysin im Blutkreislauf oder in der Niere und Thimet-Oligopeptidase in der vaskulären glatten Muskelzelle. Angiotensin-(1-7) kann entweder vasodilatorische oder -konstriktive Effekte über verschiedene Mechanismen auslösen, abhängig von der Konzentration an Angiotensin-(1-7) und dem Gefäßsystem. Die Rolle von Angiotensin-(1–7) und seines bildenden Enzyms ACE2 könnte bei der Verringerung der Wirkungen von Angiotensin II größer sein, als dass sie selbst positive Wirkungen haben.

### Vorgeschlagener Mechanismus
Zur vereinfachten Darstellung des Reaktionsmechanismus wird ein allgemeines Peptid als Substrat eingesetzt. Bei Substratbindung wird eine Scharnierbewegung induziert, um das aktive Zentrum zu schließen und die erforderlichen Aminosäurereste für die Katalyse in Position zu bringen. Bei der Reaktion wird zuerst der Enzym-Substrat-Komplex (in 1) zum tetraedrischen Zwischenprodukt (in 2) umgewandelt. Dafür führt das Zink-gebundene Wassermolekül einen nukleophilen Angriff auf die Carbonylgruppe des Peptids aus (1), was zu einer Protonenübertragung vom Wassermolekül zum Aminosäurerest Glu375 führt. Gleichzeitig wird ein Proton von His505 zum Stickstoffatom der abzuspaltenden Aminosäure übertragen (2). Das sp3-hybridisierte Stickstoffatom der abgespaltenen Aminosäure wird über Wasserstoffbrückenbindungen zu Pro346, His505 und/oder His345 stabilisiert. Danach folgt der Zerfall des tetraedrischen Zwischenproduktes und die Spaltung der Peptidbindung (3), was zur Protonenübertragung von Glu375 zur freien Aminogruppe der abgespaltenen Aminosäure führt (4). Anschließend wird ein Proton von der Carboxygruppe des neu entstandenen Peptids zu His505 direkt (5) oder indirekt durch Protonenaustausch über das Lösungsmittel zurückübertragen.

## Rezeptor für Coronaviren

### SARS-CoV
Zunächst wurde vermutet, dass der Eintritt von SARS-CoV  in die Zellen über eine direkte Fusion an der Zellmembran erfolgte. Später haben einige Studien gezeigt, dass der Eintritt von SARS-CoV pH-abhängig und dass dabei die endosomale Protease Cathepsin L involviert sein könnte, was darauf hinweist, dass das Virus über Endocytose in die Zellen gelangt. Schließlich konnte gezeigt werden, dass SARS-CoV über eine rezeptorabhängige und pH-sensible Endocytose in die Zellen gelangt. Die Behandlung von Zellen entweder mit dem Spike-Glykoprotein oder SARS-CoV-Spike enthaltenen Pseudoviren resultieren in einer Translokation von ACE2, dem funktionalen Rezeptor von SARS-CoV, von der Zelloberfläche zu Endosomen. SARS-CoV kann auch über eine rezeptorvermittelte Clathrin- und Caveolae-unabhängige Endocytose in die Zellen gelangen, die möglicherweise über Lipid Rafts erfolgt.

### SARS-CoV-2
Bei einer SARS-CoV-2-Infektion hat das Virion Kontakt mit menschlichen Zellen und wird in den Zellinnenraum aufgenommen. Bei den meisten Zellen wird dieser Vorgang durch die Bindung des Spike-Glykoproteins der Virushülle an ein ACE2-Protein der Zellmembran ausgelöst. Für das Eindringen ist zumeist die Mitwirkung der zellulären Serinprotease TMPRSS2 notwendig. Dringt SARS-CoV-2 in Alveolarepithelzellen (Pneumozyten) ein, kann dies zu respiratorischen Symptomen führen.
Diese Symptome sind bei Patienten mit vorbestehenden Herz-Kreislauf-Erkrankungen schwerwiegender, vermutlich aufgrund einer im Vergleich zu gesunden Personen erhöhten ACE2-Dichte auf der Zellmembran. Durch die Erhöhung des ACE2-Niveaus wird das Gleichgewicht in Richtung der konterregulatorischen Achse verschoben. Die SARS-CoV-2-Infektion über ACE2 führt zur entzündungsfördernden Zytokinfreisetzung über die Angiotensin-II-AT1R-Achse; dies stellt ein mögliches therapeutisches Target über die IL-6-STAT3-Achse dar.
Die Behandlung mit Inhibitoren des Renin-Angiotensin-Aldosteron-Systems (RAAS-Inhibitoren) hat Einfluss auf das Ausmaß der Infektion. Verschiedene RAAS-Inhibitoren haben jeweils unterschiedliche Einflüsse auf das ACE2-Niveau. Bei Lewis-Ratten (in den 1950er Jahren entwickelte Laborratten) ist bei Verabreichung von entweder ACE-Hemmern oder Angiotensin-Rezeptorblockern das Ace2-mRNA-Niveau im Vergleich zu Ratten, die Placebos erhielten, erhöht. Insbesondere im Herzen der Ratte ist das Ace2-mRNA-Niveau bei Behandlung mit Lisinopril um das 4,7-Fache und bei Behandlung mit Losartan um das 2,8-Fache erhöht. Im Vergleich zum Placebo ist die ACE2-Aktivität bei einer Lisinopril-Behandlung, jedoch nicht bei einer Losartan-Behandlung, erhöht. Bei einer Behandlung mit Captopril kann die ACE2-Expression in Ratten mit akutem Lungenversagen deutlich erhöht werden. Bei Rattenmodellen zum akuten Lungenversagen ist die ACE-Aktivität und Angiotensin-II-Expression erhöht, wohingegen die ACE2-Aktivität und Angiotensin-(1-7)-Expression reduziert ist.
Während gezeigt wurde, dass Angiotensin-Rezeptorblocker und Mineralocorticoid-Rezeptorblocker die ACE2-Expression und -Aktivität in verschiedenen experimentellen und klinischen Modellen erhöhen, wird bei Verabreichung von ACE-Inhibitoren das Ace2-mRNA-Niveau des Herzens erhöht, hatte jedoch in experimentellen Modellen keinen Einfluss auf die ACE2-Aktivität. Darüber hinaus war in einem Tiermodell zur diabetischen Nephropathie die Verabreichung von Aliskiren (einem direkten Renininhibitor) mit einer Reduzierung der ACE2-Expression verbunden. Zur Behandlung von COVID-19 wurde im YouAn-Krankenhaus in Peking die intravenöse Transplantation von ACE2-negativen mesenchymalen Stammzellen (MSC) eingesetzt, insbesondere für Patienten im kritischen Zustand.
Klinische Bedenken gibt es hinsichtlich der ACE2-Regulierung mit RAAS-Inhibitoren und Statinen zur Behandlung von COVID-19.
Das deutsche Bundesinstitut für Arzneimittel und Medizinprodukte genehmigte im Frühjahr 2020 die Prüfung eines rekombinanten ACE2 an schwer erkrankten COVID-19-Patienten.